# 제시카 모보이
제시카 힐다 마우보이(Jessica Hilda Mauboy, 1989년 8월 4일 ~ )는 호주의 가수, 배우이다. 유로비전 송 콘테스트 2018 호주 대표 참가자이며, 참가곡은 "We Got Love"이다.

## 음반 목록
- Been Waiting (2008)
- Get 'Em Girls (2010)
- Beautiful (2013)
- Hilda (2019)